# Powłocznica dębowa

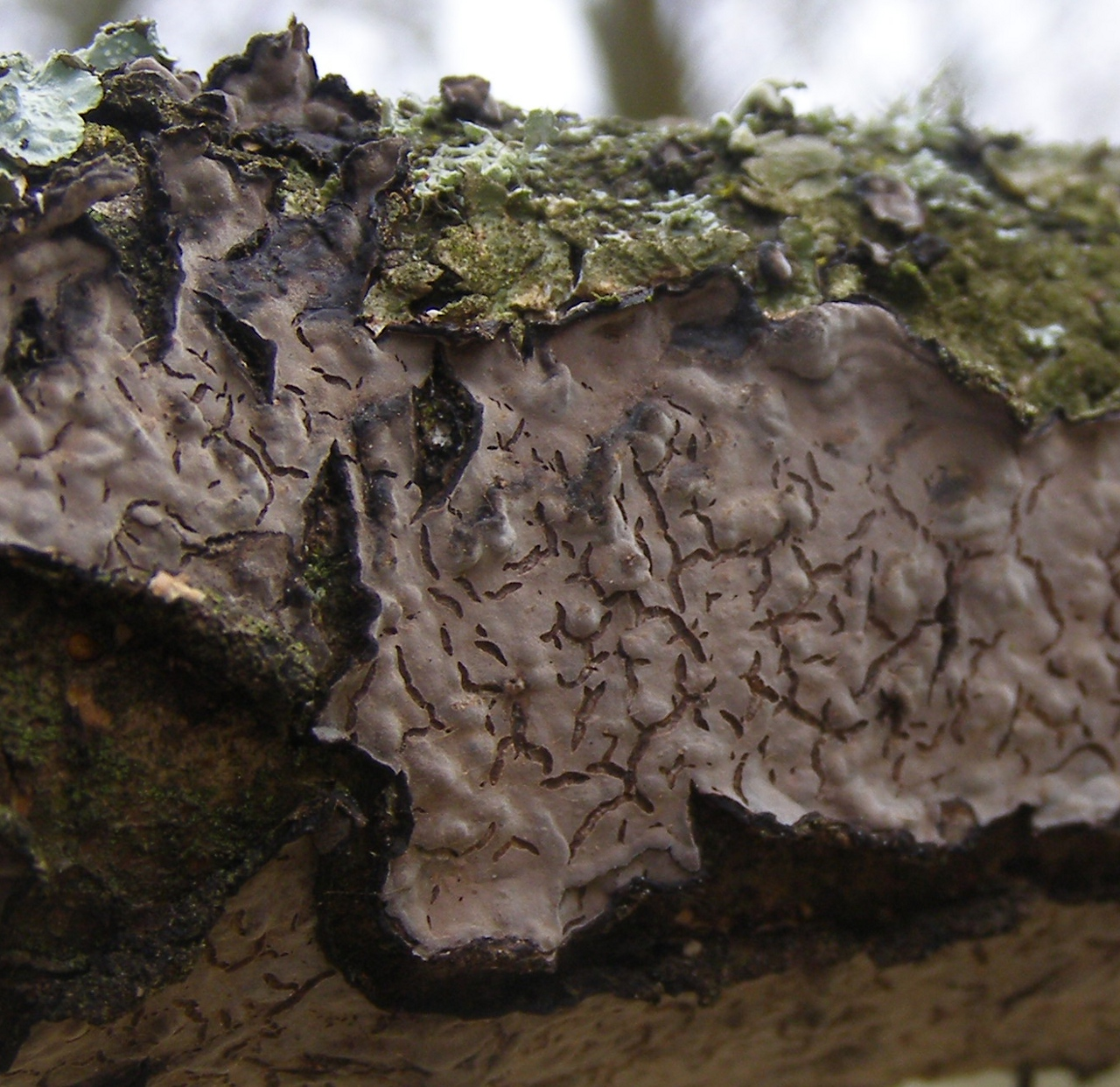
Starsze owocniki o podwiniętych brzegach

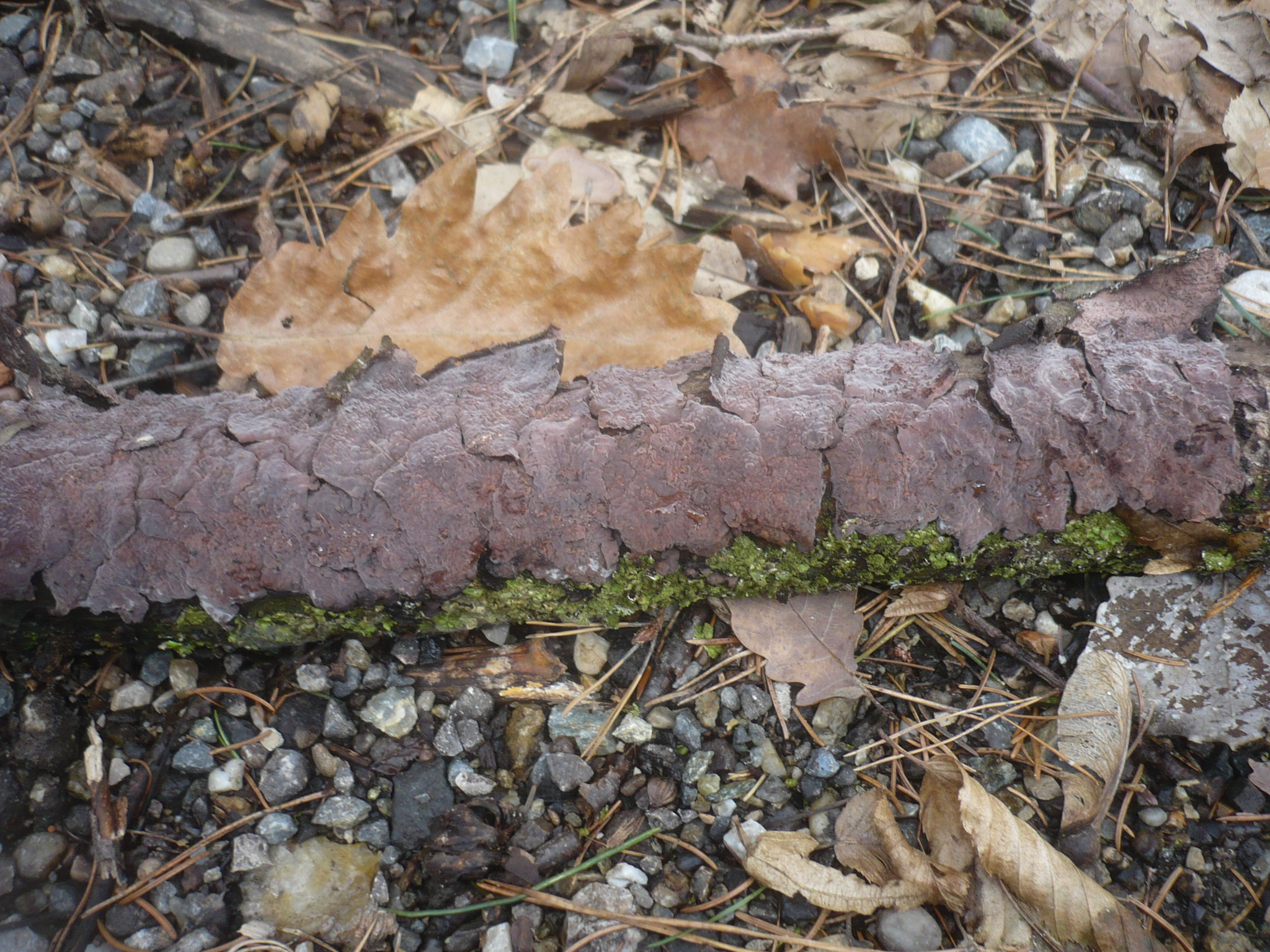
Powłocznica na cienkich gałęziach

Powłocznica dębowa (Peniophora quercina (Pers.) Cooke) – gatunek grzybów należący do rodziny powłocznicowatych (Peniophoraceae). 

## Systematyka i nazewnictwo
Pozycja w klasyfikacji według Index Fungorum: Peniophora, Peniophoraceae, Russulales, Incertae sedis, Agaricomycetes, Agaricomycotina, Basidiomycota, Fungi.
Po raz pierwszy zdiagnozował go w 1801 r. Christiaan Persoon nadając mu nazwę Thelephora quercina. Obecną, uznaną przez Index Fungorum nazwę nadał mu Mordecai Cubitt Cooke w 1879 r.
Peniophora quercina jest taksonem typowym rodzaju powłocznica (Peniophora). 
Niektóre synonimy naukowe:

- Auricularia corticalis Bull. 1790
- Corticium corticale (Bull.) Quél. 1888
- Corticium quercinum (Pers.) Fr. 1838
- Kneiffia corticalis (Bull.) Bres. 1903
- Lichen carneus Willd. 1787
- Peniophora carnea (Willd.) P. Karst. 1889
- Peniophora corticalis (Bull.) Bres. 1897
- Peniophora pezizoides Massee 1889
- Stereum tuberculosum Velen. 1922
- Thelephora agglutinata Pers. 1822
- Thelephora carnea Humb. 1793
- Thelephora carnea Schumach. 1803
- Thelephora quercina Pers. 1801
- Xerocarpus carneus (Willd.) P. Karst. 1882

Nazwę polską podał Władysław Wojewoda w 1967 r. W polskim piśmiennictwie mykologicznym ma też inne nazwy: osnówka dębowa, pleśniak dębowy, powłocznik dębowy. 

## Morfologia
Owocniki
Jednoroczne, rozpostarte, lub rozpostarto-odgięte. Pojedyncze mają kolisty kształt, często jednak sąsiednie owocniki zlewają się z sobą tworząc jednolitą powłokę. Są silnie przyczepione do podłoża. W okresie suszy kurczą się i pękają. Grubość owocników wynosi 0,2–2 mm i zmienia się w zależności od pogody; podczas wilgotnej są grubsze, podczas suchej cieńsze. U młodych okazów owocnik całą powierzchnią przylega do podłoża, a jego brzeg jest delikatnie kosmkowaty, białawy i włóknisty, na starszych owocnikach brzeg odstaje od podłoża i podwija się. Zewnętrzna, odstająca od podłoża strona owocnika jest szorstka, nierówna i ma kolor ciemnobrunatny lub czarny, na dębach rosnących na podmokłym terenie fioletowoniebieski.
Hymenofor
Znajduje się na całej powierzchni owocnika. Jest gładki, pomarszczony, guzkowaty, matowy, promieniście pofałdowany, a na starszych owocnikach popękany. Ma kolor szaroróżowy, jasnobrunatny, szarofioletowy, na starszych okazach brunatnieje.
Miąższ
Bardzo cienki. U młodych okazów miękki i woskowaty, u starszych kruchy, skórzasty.
Wysyp zarodników
Różowy. Zarodniki o kształcie cylindrycznym, z zaostrzoną podstawą i wygięte na kształt kiełbaski. Powierzchnia gładka, kolor ciemnoróżowy, rozmiar 10–12 × 3–4 μm. 

## Występowanie
Jest pospolita w Europie, stwierdzono też jej występowanie w Azji. Rośnie głównie na korze dębów (szczególnie dęba szypułkowego), rzadko na olszy szarej, lipie i na buku. Występuje w lasach liściastych i mieszanych, w parkach. Zasiedla głównie martwe, opadłe gałęzie i martwe pnie i pniaki. Jest pospolita na terenie całej Polski (z wyjątkiem gór, gdzie jest rzadka).

## Znaczenie
Saprotrof powodujący białą zgniliznę drewna.